# Ясная Поляна (Котовское сельское поселение)
Ясная Поляна — посёлок в Урицком районе Орловской области России.
Входит в состав Котовского сельского поселения.

## География
Расположен восточнее посёлка Большевик. В посёлке имеется одна улица — Ясная Поляна, выходящая на автомобильную дорогу.

## Население
По состоянию на 2010 год в посёлке имелся 1 постоянный житель.